# شلك (قبيلة)

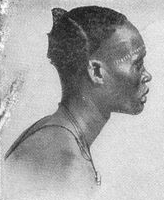
أحد افراد قبية الشلك بحدود عام 1914م

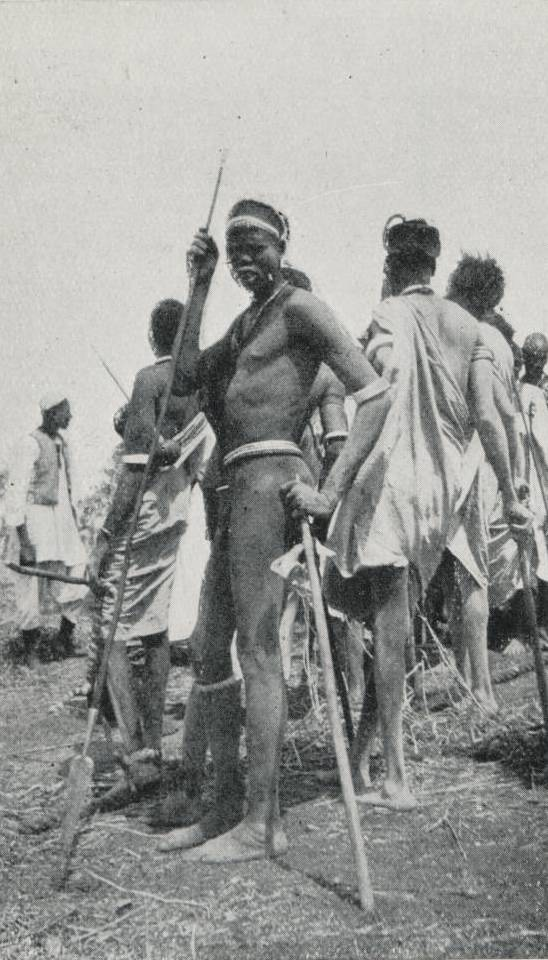
سنة 1906م

الشلك قبيلة جنوب سودانية نيلية تنحدر من قبيلة اللوو ، حيث إن النيلين ينقسمون إلى ثلاثة مجموعات رئيسة في جنوب السودان وهي : الدينكا، والنوير، و اللوه . وينحدر الشلك من مجموعة اللوه التي تنقسم إلى مجموعات صغيرة يشكل الشلك فيها الجماعة الرئيسة. فهجرة اللوه إلى مواطنهم المعروف اليوم قد اتسمت بالمغامرات والخلافات الحادة بين هذه المجموعة، فبوصولها إلى المنطقة التي تسكنها قبيلة البارى، في الاستوائية، تفرع لوه إلى مجموعتين رئيستين : الأولى اتجهت جنوباً مكونة فيما بعد قبائل الأشولى، وألور، ولانقو، بالإضافة إلى قبائل صغيرة أخرى تسكن يوغندا الآن. أما المجموعة الثانية فاتجهت شمالاً ودخلت بحرالغزال حيث آثرت مجموعة صغيرة منها البقاء والاستقرار مكونة قبيلة اللوه ببحر الغزال وجور بئل، وبلندا بور. أما الفصيل الرئيس فواصل الرحلة شمالاً وعبر النيل (النهر) ليؤسس مملكة الشلك، بينما تفرعت مجموعة صغيرة واتجهت شرقاً لتكون قبيلة الأنواك

## مجموعة اللوه

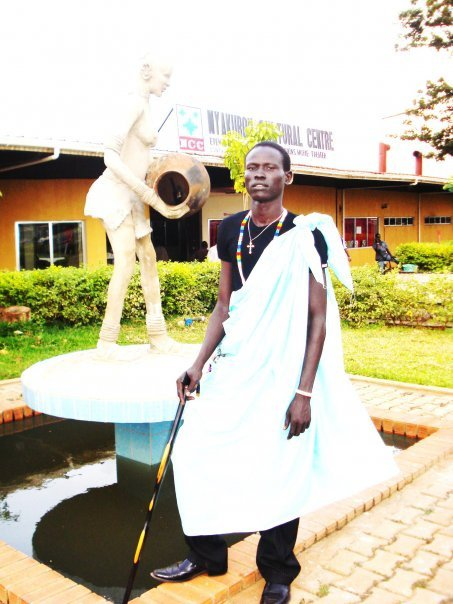
الزي التقليدي للقولو (الشلك)

يشكل الشلك المجموعة الوحيدة من بين أفراد مجموعة اللوه التي ترقت وتطورت في شتى مناحي الحياة والرقى الإنساني حتى وصلت إلى ما تسمى اليوم بأمة. وقد بدأ ذلك في بداية الربع الثاني من القرن الرابع عشر بفضل مجهودات زعيمهم الروحى نيكانقو أكوار

## الشلك والنوبة

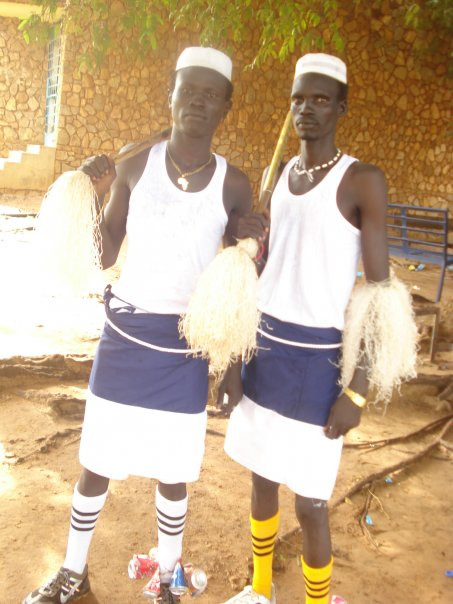
جامعة جوبا 2012 /الزي التقليدي لمجموعة الشلك

ولمملكة الشلك أوجه شبه في كثير من الشؤون بالممالك النوبية القديمة التي كانت سائدة في شمال السودان قبل دخول العرب والإسلام. و يقال أن حرفة تعدين الأسلحة البيضاء وصناعة آلات الصيد المختلفة التي يشتهر بها الشلك، قد انتقلت إليهم عبر الممالك النوبية القديمة. كذلك أهل جبال النوبا يجمعهم بالشلك تاريخ طويل على مر العصور والأزمنة ذاقوا فيه معا الحلو والمر وسوف نأتي إلى ذكر ذلك لاحقاً.

## معرض الصور

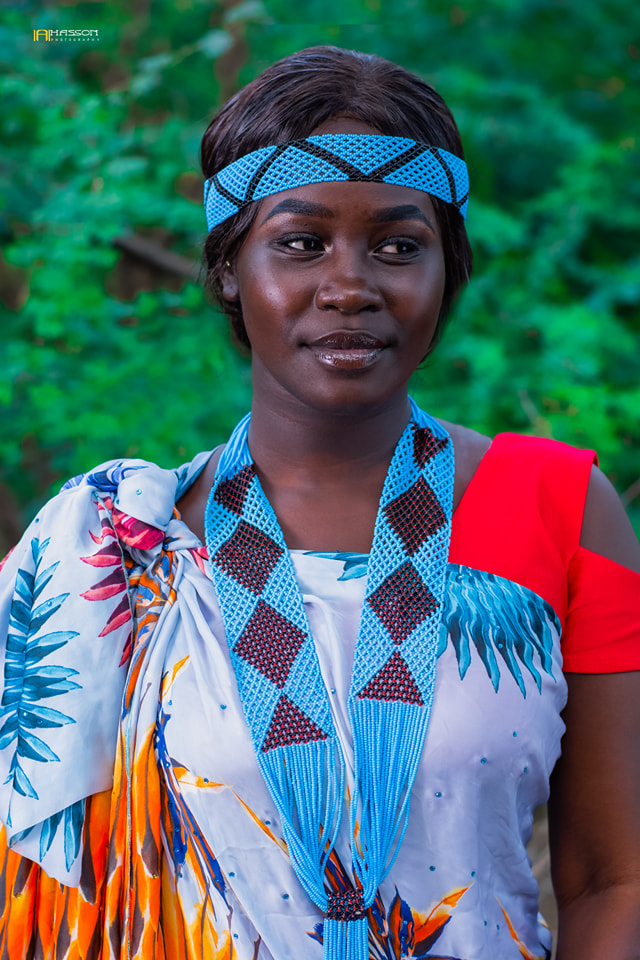
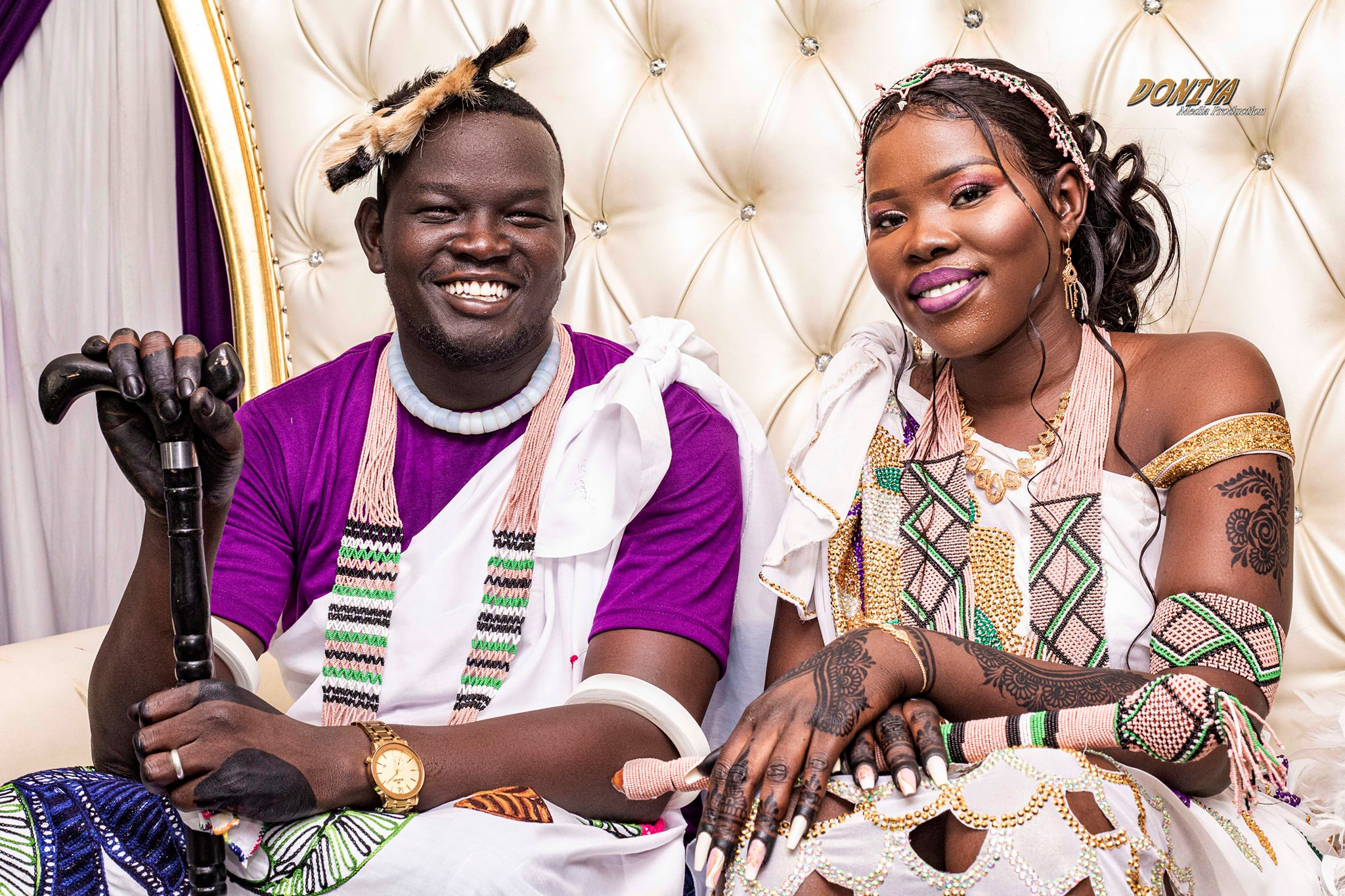
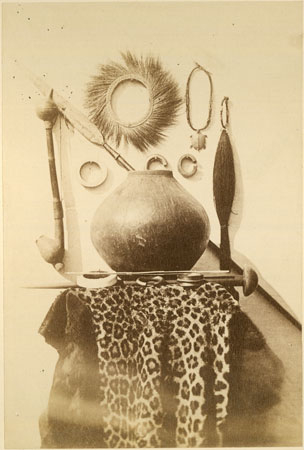
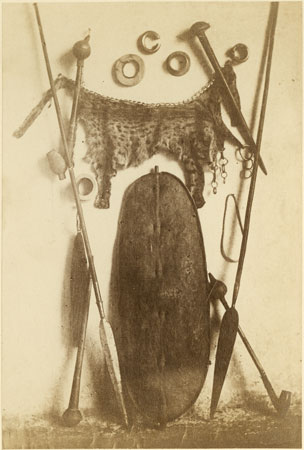
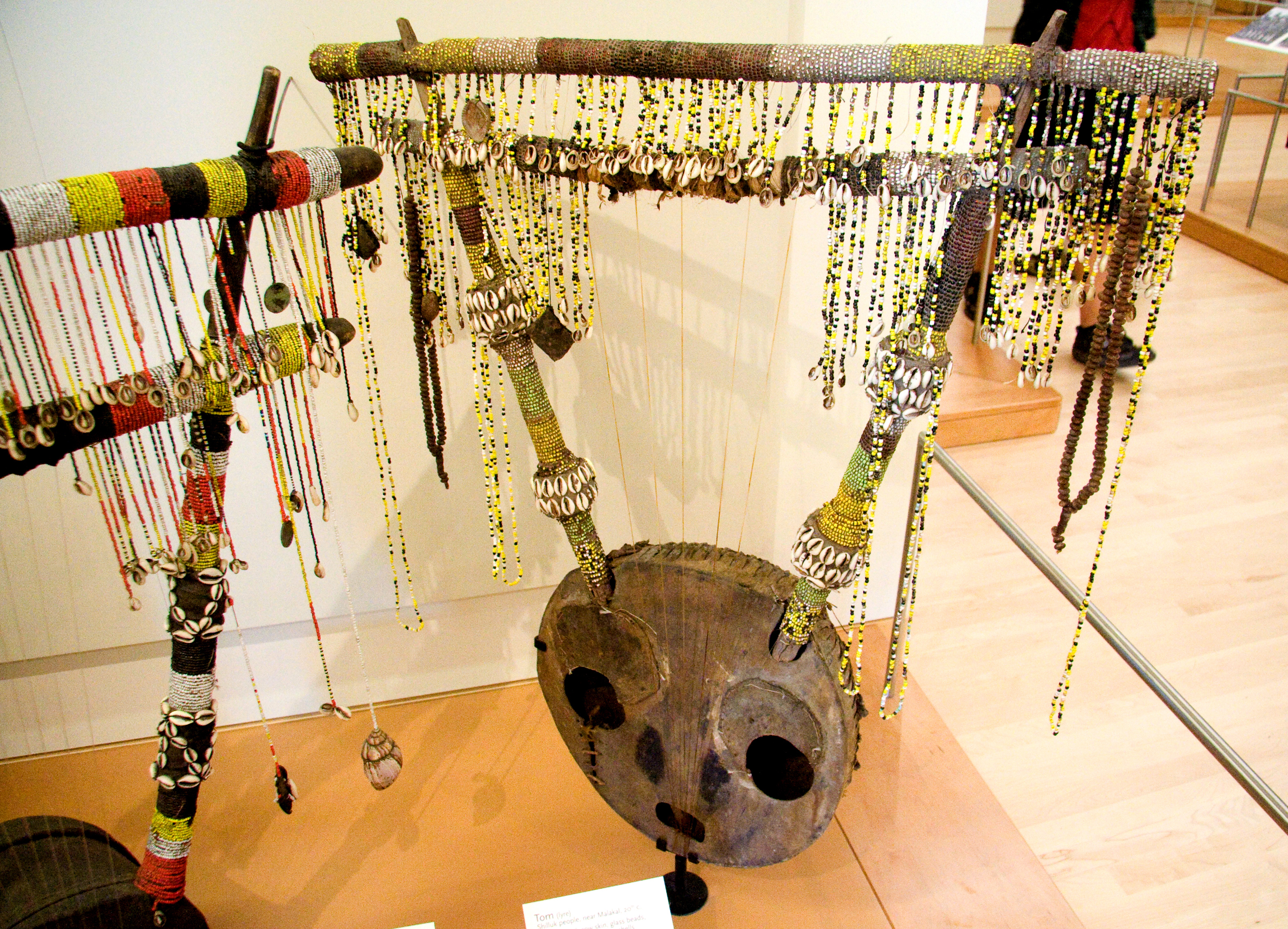
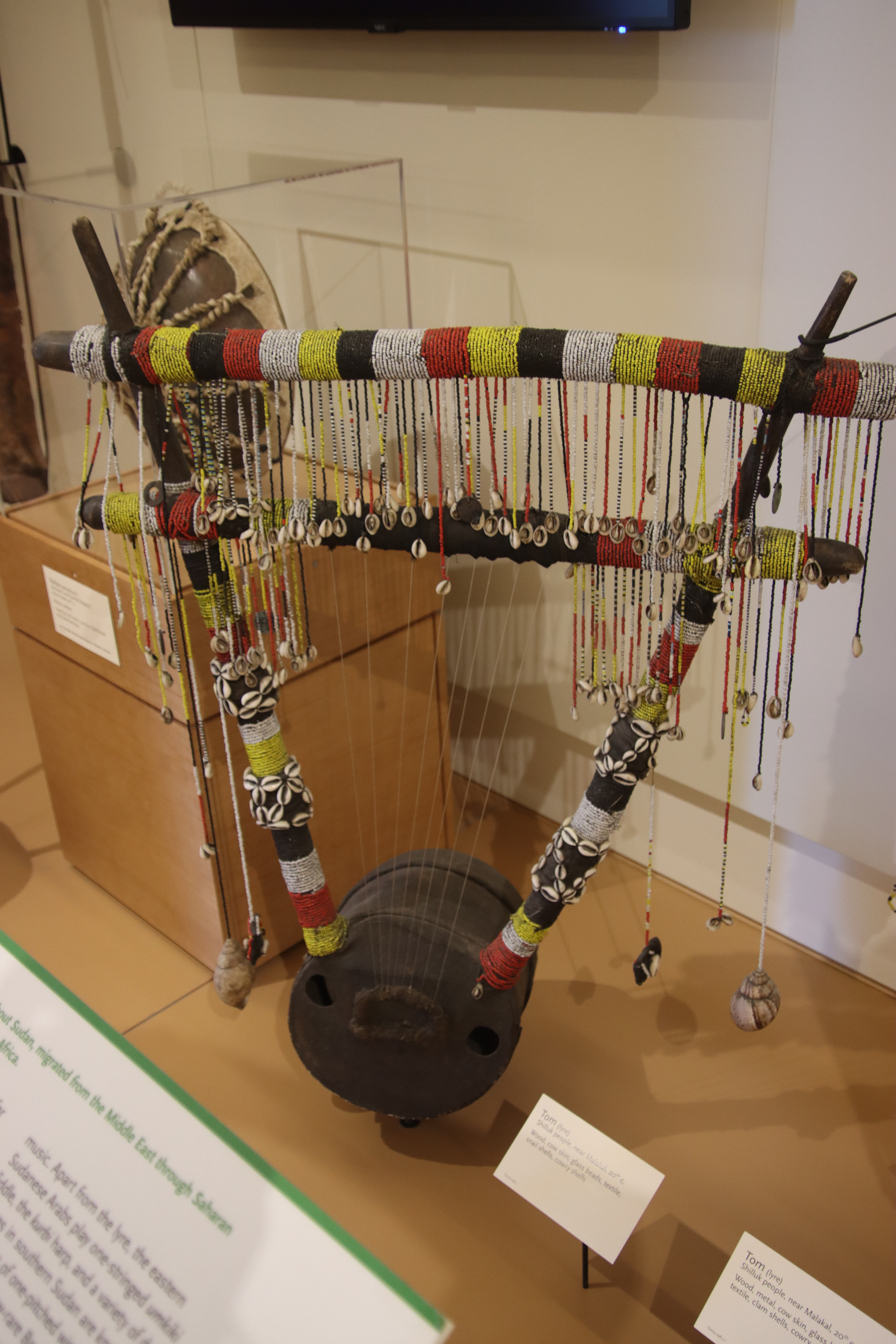
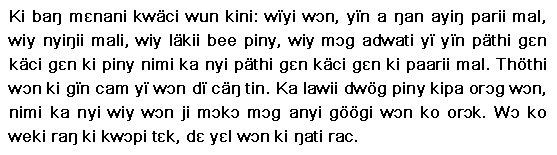

## من اعلام قبيلة الشلك
- الدكتور لام أكول مثقف وسياسي.